# Phi vụ hạt dẻ 2: Công viên đại chiến
Phi vụ hạt dẻ 2: Công viên đại chiến là một bộ phim hoạt hình 3D hài hước năm 2017, phim được đạo diễn bởi Cal Brunker, kịch bản của Brunker, Bob Barlen và Scott Bindley. Đây là phần tiếp theo của Phi vụ hạt dẻ (2014), với sự tham gia của các ngôi sao lồng tiếng Will Arnett, Maya Rudolph, Jackie Chan, Katherine Heigl, Bobby Moynihan, Bobby Cannavale, Isabela Moner, Jeff Dunham và Gabriel Iglesias. Sản xuất bởi Gulfstream Pictures, Redrover International và ToonBox Entertainment, bộ phim dự kiến được phát hành ngày 11 tháng 8 năm 2017 bởi Open Road Films.

## Kịch bản
Surly và các động vật ở công viên phải cùng nhau ngăn chặn thị trưởng thành phố Oakton san bằng công viên Tự do và thay thế nó bằng công viên giải trí. Surly thậm chí còn xin sự trợ giúp từ băng đảng chuột đường phố do Mr. Feng lãnh đạo để cản trở âm mưu của thị trưởng.

## Diễn viên lồng tiếng
- Will Arnett trong vai Surly[5]
- Maya Rudolph trong vai Precious
- Thành Long trong vai Mr. Feng, lãnh đạo băng đảng chuột đường phố, không thích được khen là dễ thương.[6][7]
- Katherine Heigl trong vai Andie, một con sóc đỏ.
- Bobby Cannavale trong vai Frankie, con chó Pháp của ông thị trưởng.[8]
- Isabela Moner[9][10] trong vai Heather, con gái ông thị trưởng.[11]
- Jeff Dunham trong vai Mole, một con chuột chũi từng làm việc cho Raccoon và giờ làm việc cho Andie.

## Sản xuất
Ngày 23 tháng 1 năm 2014, Phi vụ hạt dẻ 2 được công bố sẽ ra mắt vào 15 tháng 1 năm 2016. Vào 11 tháng 4 năm 2016 ngày phát hành được dời lại tới 19 tháng 5 năm 2017. Will Arnett, Gabriel Iglesias, Jeff Dunham, Katherine Heigl và Maya Rudolph công bố vai diễn của họ. Ngày 25 tháng 5 năm 2016, Heitor Pereira được thuê để soạn nhạc cho bộ phim. Ngày 5 tháng 7 năm 2016 Thành Long gia nhập với vai Mr. Feng. Bobby Moynihan, Bobby Cannavale và Peter Stormare gia nhập. Vào tháng 12 năm 2016 bộ phim tiếp tục được dời ngày công chiếu về 18 tháng 8 năm 2017, và vào tháng 5 năm 2017, được lùi lên một tuần vào 11 tháng 8 năm 2017.

## Phát hành
Bộ phim được phát hành ngày 11 tháng 8 năm 2017 bởi Open Road Films. Trailer đầu tiên được tung ra ngày 17 tháng 1 năm 2017. Như với bộ đầu, The Weinstein Company sẽ phụ trách phân phối quốc tế.